# Fermentação alimentar

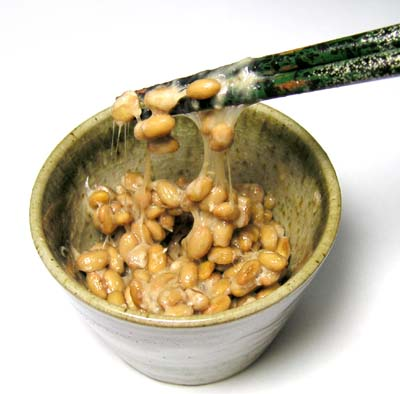
Nattō, um prato Japonês à base de soja fermentada.

A fermentação alimentar designa o processo que envolve o crescimento e a actividade de microorganismos nos alimentos, como bolores, bactérias ou leveduras. Dentro desta categoria encontra-se por exemplo o yogurte, o missô, o kimchi e o chucrute, entre outros. Esta actividade de fermentação permite modificar o sabor dos alimentos ao mesmo tempo que prolonga o seu prazo de validade, facilitando desta forma a sua conservação.
A fermentação nos alimentos foi seguramente descoberta de forma acidental, e veio permitir a sua conserva por longos períodos de tempo. Hoje em dia consumimos uma imensa variedade de alimentos, bastante comuns, que sofreram um processo de fermentação, como por exemplo o vinho, a cerveja, o molho de soja, o vinagre, o queijo, o yogurte ou o pão.